# Waipuku
Waipukuest une localité de l’intérieur de la région de Taranaki, dans la partie ouest de l’île du Nord de la Nouvelle-Zélande.

## Situation
Elle est localisée entre la ville de Stratford et  celle d’Inglewood, (entre les villes de Midhirst et Tariki) sur le trajet de la route State Highway 3/S H 3 (en).

## Autres lectures

### Ouvrage général historique
Dans « Puke Ariki » de New Plymouth, il y a une lettre  de 1874  (signée par Octavius Carrington de l’office des travaux publics) et le frère de « Wellington Carrington », sur les progrès de la Mountain Road, à partir de Hawera en direction du nord vers New Plymouth:en remontant la rivière Waipuku (actuellement un cours d’eau). 
Il y a aussi un rapport de Charles Hursthouse sur la progression sur cette route dans le district d'Huirangi .
Voir « Public Works Office (ARC2004-789) » [archive du 14 octobre 2008] (consulté le 5 février 2008).

### Cartes
- Il existe une carte de 1905 de l’étendue du trajet de la North Egmont Branch Railway (qui a fonctionné de 1906 à 1941) enjambant à partir de la ‘York Road’ (juste au nord de la rivière Manganui et au nord de la ville de Midhirst) jusqu'au ‘Waipuku Stream’ (au sud de Tariki). Elle peut être trouvée dans « Puke Ariki » dans New Plymouth, voir « Mount Egmont Branch Railway (ARC2005-24) » [archive du 14 octobre 2008] (consulté le 5 février 2008)
- Edwin Stanley Brookes et J. Homan, Waipuku village, Wellington, [N.Z.], General Survey Office, 1880 Scale : 1: 2 500 (i.e. 1/25.3 in. to the mile)
- Balthasar Michael Wayi, Soil mapping of the Durham Road-Waipuku Stream, Inglewood County, Taranaki, New Zealand (Dip.Agr.Sc., Massey University), 1983